# Vanilla Ninja
Le Vanilla Ninja sono una band femminile rock estone, formatasi nel 2002. La band partecipò una volta sola all'Eurovision Song Contest per la Svizzera con la canzone Cool Vibes, posizionatasi all'ottavo posto e hanno tentato la loro seconda partecipazione per l'Estonia con la canzone Birds of Peace, qualificandosi quarte nella selezione locale, l'Eurolaul.
Il girl group è formato da tre ragazze, oltre al batterista, e ha riscosso enorme successo sia nei Paesi dove hanno debuttato sia altrove, dove la loro fama si dilaga sempre di più soprattutto attraverso i video tributo su YouTube e attraverso i fanclub.

## Storia del gruppo

### La formazione e l'Eurolaul

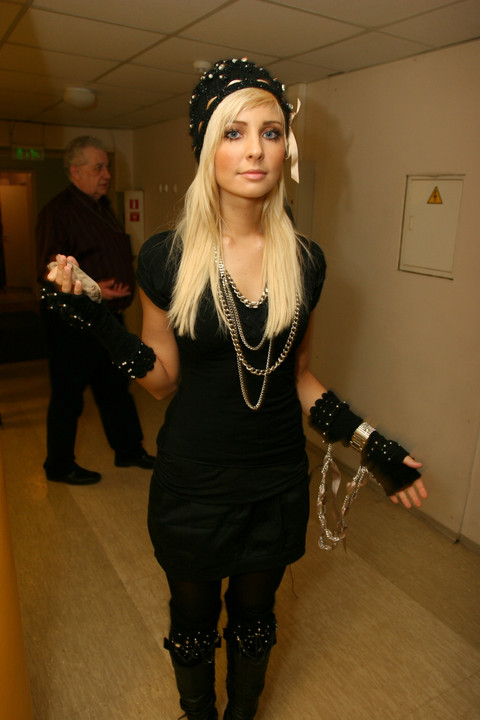
Piret all'Eurolaul del 2007

Le Vanilla Ninja si formarono nell'agosto 2002 a Tallinn, in Estonia quando Maarja Kivi e Lenna Kuurmaa, migliori amiche, e Katrin Siska e Piret Järvis, compagne di banco, decisero di unirsi per fare musica assieme. Effettivamente tutti i membri del gruppo cantavano, ma le voci principali si alternavano fra Maarja e Lenna, con partecipazioni di Piret e Katrin, la quale è stata voce principale nel brano Klubikuningad, contenuto nel loro primo album. Al tempo della formazione il produttore del gruppo era Sven Lõhmus, una figura ben rispettata nei paesi Baltici.
Nel 2002, Maarja partecipò all'Eurolaul, le preselezioni per l'Eurovision Song Contest in Estonia, ma finì settima. Per la sua meritata partecipazione a questo concorso fu scelta come frontwoman della band, che in seguito ha ottenuto molta considerazione nella loro esistenza, nonostante il fatto che nessun'altra "ninja" stesse avendo alcun successo nazionale nella loro carriera.
Nel 2003 la band tentò di diventare le rappresentanti dell'Estonia all'Eurovision partecipando all'Eurolaul del 2003, con la canzone Club Kung Fu. Il gruppo dimostrò di essere la band più popolare nel televoto ma, solo in Estonia, è compito della giuria decidere la canzone per l'Eurovision Song Contest, indipendentemente dai risultati del televoto. La giuria, che includeva personaggi come Michael Ball, provò di non condividere l'opinione espressa dai televotatori e piazzò le ragazze al nono posto, penultime.

### L'album di debutto eTraces of Sadness

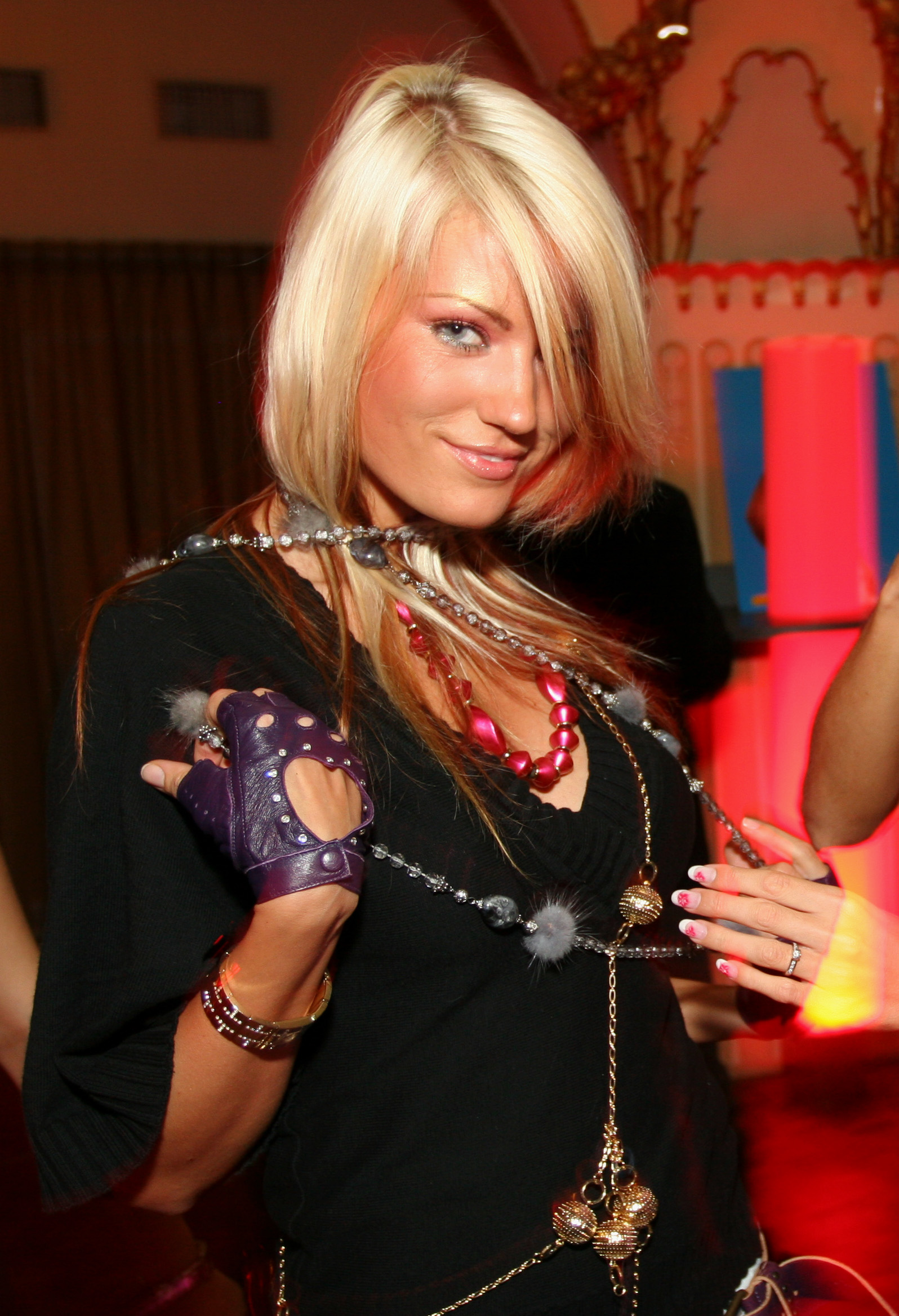
Katrin Siska

La partecipazione all'Eurolaul e la popolarità della canzone aiutò il gruppo a organizzare un concerto per l'uscita del loro album di debutto, Vanilla Ninja, uscito nel maggio 2003. Contenendo la versione originale della canzone Club Kung Fu e il remix insieme ad altre undici nuove canzoni pop-rock sia in inglese che in estone, l'album ebbe un grandissimo successo in Estonia e lanciò le ragazze nella corrente principale nazionale, spingendo il gruppo a tentare il successo internazionale in Germania, Austria e Svizzera.
Seguendo il clamoroso debutto in Estonia, le Vanilla Ninja si sono lanciate come band. Le ragazze non fecero uscire né il loro album di debutto né il loro primo singolo in questi paesi, optando invece per una nuova canzone chiamata Tough Enough. La canzone uscì in Germania negli inizi di dicembre, per poi uscire successivamente in Austria e Svizzera. La canzone ebbe molto successo, aggiungendo una grande quantità di Live nel popolare canale musicale VIVA, e finendo nella Top 20 in Germania e Austria.
Seguendo il successo del loro singolo di debutto le quattro "ninja" fecero uscire Club Kung Fu in Germania, ed in seguito un terzo singolo dal nome Don't Go Too Fast, prima in Svizzera poi sia in Germania sia in Austria. Questo singolo ha mancato la Top 20 in entrambi i paesi e fu seguito dal loro secondo album Traces Of Sadness nel giugno 2004. L'album includeva Tough Enough e Don't Go Too Fast, così gli altri due singoli tratti dall'album, Liar e When The Indians Cry.

### L'ingresso di Triinu eBlue Tattoo

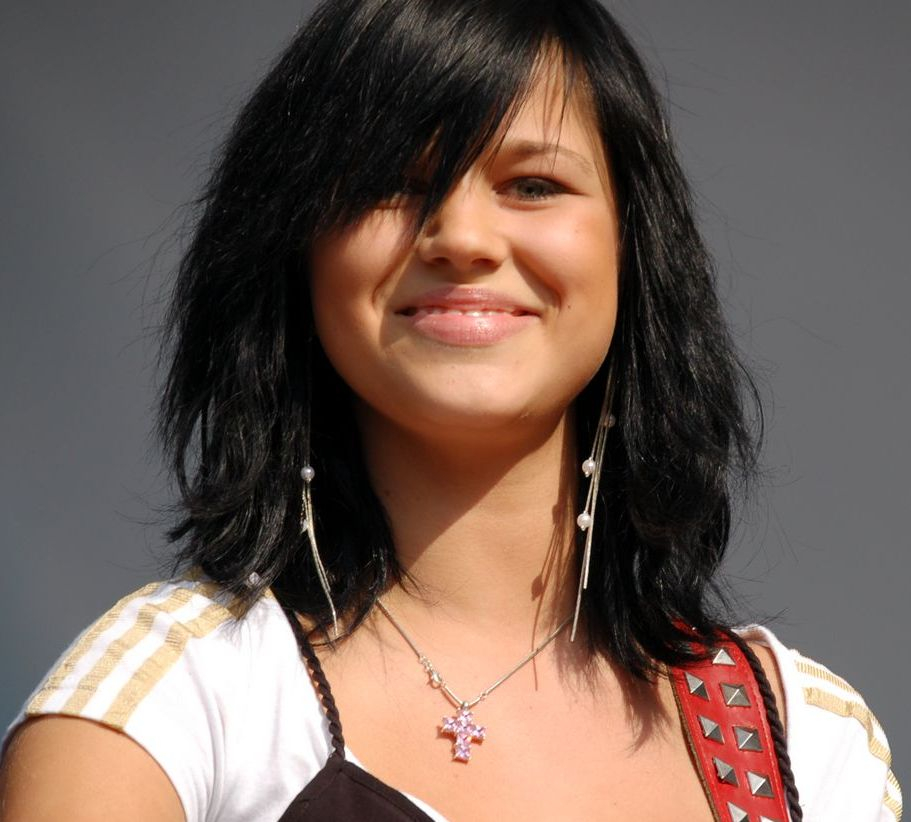
Triinu al Real festival a Kolblenz

La band continua a riscuotere successo in Europa e così pubblicano il terzo singolo Liar. Il singolo entrò a fatica nella Top 20 in Germania e Austria, ma arrivò solamente 43° in Svizzera. Poco dopo, Maarja dovette abbandonare il gruppo poiché rimase incinta. Venne quindi sostituita da Triinu Kivilaan, all'epoca quindicenne, che rielaborerà When the Indians Cry, facendolo diventare l'ultimo singolo tratto dal loro secondo album.
È stata scelta, oltre alle sue grandi capacità canore, anche per la notevole somiglianza con Maarja, che l'aveva preceduta nel gruppo. Furono mosse molte critiche riguardo al fatto che la nuova "ninja" fosse fuori posto in una band formata da ragazze più grandi di lei di tre o più anni.
Intanto il singolo, la prima ballata lenta della band, prima canzone e primo video per Triinu, riscosse enorme successo, raggiungendo l'ottava posizione in Germania, la settima in Austria e solo la 27° in Svizzera.
Sull'onda del successo ottenuto dal singolo Blue Tattoo la band prese un mese di pausa tra il novembre e il dicembre del 2004 per pubblicare del materiale prima di iniziare un tour in Asia. Nel 2004 il gruppo aveva preso l'ardua decisione di "conquistare il mondo" e il tour fu un buon tentativo di portare a termine questo obiettivo, attirando nuovi fan in vari stati tra i quali Giappone, Cina, Malaysia e Thailandia.

### I Knowe il terzo album

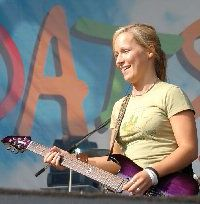
Lenna in un festival

Le Vanilla Ninja ebbero un ruolo chiave nello show Your Stars For Christmas di VIVA, cantando una versione di When the Indians Cry dal testo differente, rinominandola The Light Of Hope. Nel Maggio del 2005, la band lanciò il nuovo singolo chiamato I Know, girando un video basato sulla violenza domestica. Due settimane dopo l'uscita dell'ultimo singolo, fu pubblicato il terzo album Blue Tattoo, dimostrando il successo piazzandosi al quarto posto nelle classifiche sia quelle tedesche sia quelle svizzere.
Non paghe del successo che hanno avuto con il loro ultimo singolo, le quattro ragazze decisero di pubblicare il video della versione unplugged di I Know, dove si vedono per la prima volta delle ragazze diverse dal solito.

### L'Eurofestival per la Svizzera
(Toni Wachter, televisione svizzera)
Nonostante non ottennero tanto successo in Svizzera quanto in Austria e Germania, le ragazze divennero sempre più popolari con il pubblico svizzero. La loro posizione nelle classifiche migliorò, con Traces Of Sadness alla 14ª posizione, ma nonostante ciò nessuno si sarebbe mai aspettato l'annuncio shock che avrebbero rappresentato la Svizzera nella cinquantesima edizione dell'Eurovision.
La band partecipò con il loro quarto singolo, Cool vibes estratto dal loro terzo album Blue Tattoo. Molti videro in essa una buona canzone pop-rock ma molti credettero che non era il massimo delle ragazze e che non era il genere di canzone adatta all'Eurovision.
La canzone non riuscì ad avere una buona partenza anche per il motivo che la canzone fu bannata dalle classifiche tedesche dopo che il songwriter e produttore David Brandes ammise dopo essere stato accusato di aver comprato 2000 cd della band estone e della new entry Gracia Baur.
(Katrin Siska)
I selezionatori svizzeri hanno sofferto per un po' d'anni i poveri risultati nell'Eurovision Song Contest, culminati in nessun punto per Piero Esteriore & The Music Stars nella semifinale del 2004, e così hanno cercato un gruppo abbastanza popolare sia in Svizzera che nei vari paesi Europei. L'annuncio ha provocato la collera di alcune persone, specialmente gli Estoni, poiché sentivano che il gruppo avrebbe dovuto rappresentare il loro paese natale e non il paese con cui avevano minor collegamento.
In Svizzera altri si sono opposti alla selezione, di nuovo sulla base del fatto che il gruppo non era svizzero. Quindi i selezionatori risposero con il fatto che la canzone era stata scritta da David Brandes, cui la Svizzera ha dato i natali e frequentò ivi la scuola, poiché egli è principalmente tedesco. La loro selezione e partecipazione al contest fu messa subito in giudizio, anche per il fatto che Triinu Kivilaan, per partecipare, doveva essere maggiorenne. Triinu disse di avere 19 anni, ma i selezionatori svizzeri dubitarono e in seguito scoprirono la sua vera data di nascita, che è il 4 agosto 1987 e quindi aveva due anni in meno.
Sembrava che le Vanilla Ninja non potessero rappresentare la Svizzera nel 2005, ma i selezionatori svizzeri decisero il contrario, sulla base del fatto che Triinu avrebbe compiuto 18 anni qualche mese dopo la competition. Questo seccò un bel po' di gente, che pensò che i selezionatori avessero adottato una mano pesante verso le Vanilla Ninja, però non c'era alcun pericolo da parte della giuria che le impedissero di partecipare.

### Il ritorno (2021)
Nel 2021 è stato annunciato che il nuovo album delle Vanilla Ninja, Encore, sarà pubblicato l'8 ottobre dello stesso anno.

## Vanilla Ninja nel marketing

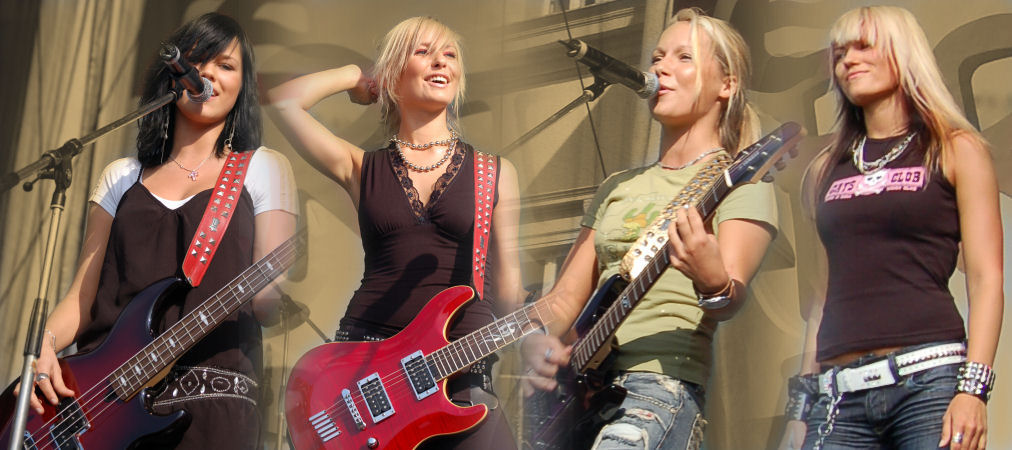
Le Vanilla Ninja all'epoca di Blue Tattoo.
Da sinistra a destra: Triinu, Piret, Lenna e Katrin Siska

La band ha rappresentato la marca di un gelato ed uno snack (Kohuke) chiamato con il loro nome, prodotto esclusivamente nel loro paese. Tuttavia, la Oulson Outsourcing OU, detentrice dei diritti sul logo, ha venduto nel novembre 2007 il logo delle Vanilla Ninja sul famoso sito di vendita online eBay per 44500 $, senza successo. È stato successivamente rimesso all'asta su osta.ee ed è stato aggiudicato da un anonimo per 4.400 €.

## Formazione

### Formazione attuale
- Lenna Kuurmaa - voce, chitarra (2002- 2008, 2019-presente)
- Piret Järvis - chitarra, seconda voce (2002- 2008, 2019-presente)
- Kerli Kivilaan (2022-presente)

### Ex componenti
- Maarja Kivi - voce, basso (2002-2004)
- Katrin Siska - tastiere, sintetizzatore (2002- 2008, 2019-2022)
- Triinu Kivilaan - basso, cori (2004-2005, 2020-2022

## Discografia
- 2003 - Vanilla Ninja
- 2004 - Traces Of Sadness
- 2005 - Blue Tattoo
- 2005 - Best Of
- 2005 - Silent Emotion
- 2006 - Love Is War
- 2021 - Encore